# Carlos França
Carlos Alberto Franco França (Goiânia, 18 de abril de 1964) é um diplomata e advogado brasileiro. Foi ministro das Relações Exteriores do Brasil, cargo que exerceu de 6 de abril de 2021 até 31 de dezembro de 2022, nomeado pelo presidente Jair Bolsonaro após a exoneração de Ernesto Araújo.
Graduou-se em Relações Internacionais (1986) e em Direito (1990) pela Universidade de Brasília (UnB). É advogado inscrito na Ordem dos Advogados do Brasil (OAB), Seccional de São Paulo, desde 1990, e ingressou na carreira diplomática em 1992.
É sobrinho do artista plástico Siron Franco.
É torcedor do Botafogo Futebol Clube, de Ribeirão Preto desde setembro de 1974.
Em 2 de agosto de 2023, foi aprovado em sessão plenária do Senado Federal a ocupar o cargo de embaixador do Brasil no Canadá.

## Carreira diplomática
Em 1991 ingressou no curso de Preparação à Carreira de Diplomata (CPCD) e, em 1992, concluiu graduação em diplomacia pelo Instituto Rio Branco (IRBr) do Ministério das Relações Exteriores.
No Itamaraty, iniciou a carreira no Departamento de Administração e, em 1997, serviu por dois anos no Cerimonial da Presidência da República.
Por doze anos consecutivos, de 1999 a 2011, serviu nas Embaixadas do Brasil em Washington, Assunção e, por duas vezes, em La Paz, onde foi Ministro-Conselheiro e chefe do setor de energia daquela Missão diplomática.
De regresso ao Brasil, em 2011, serviu por quatro anos no Cerimonial da Presidência da República.

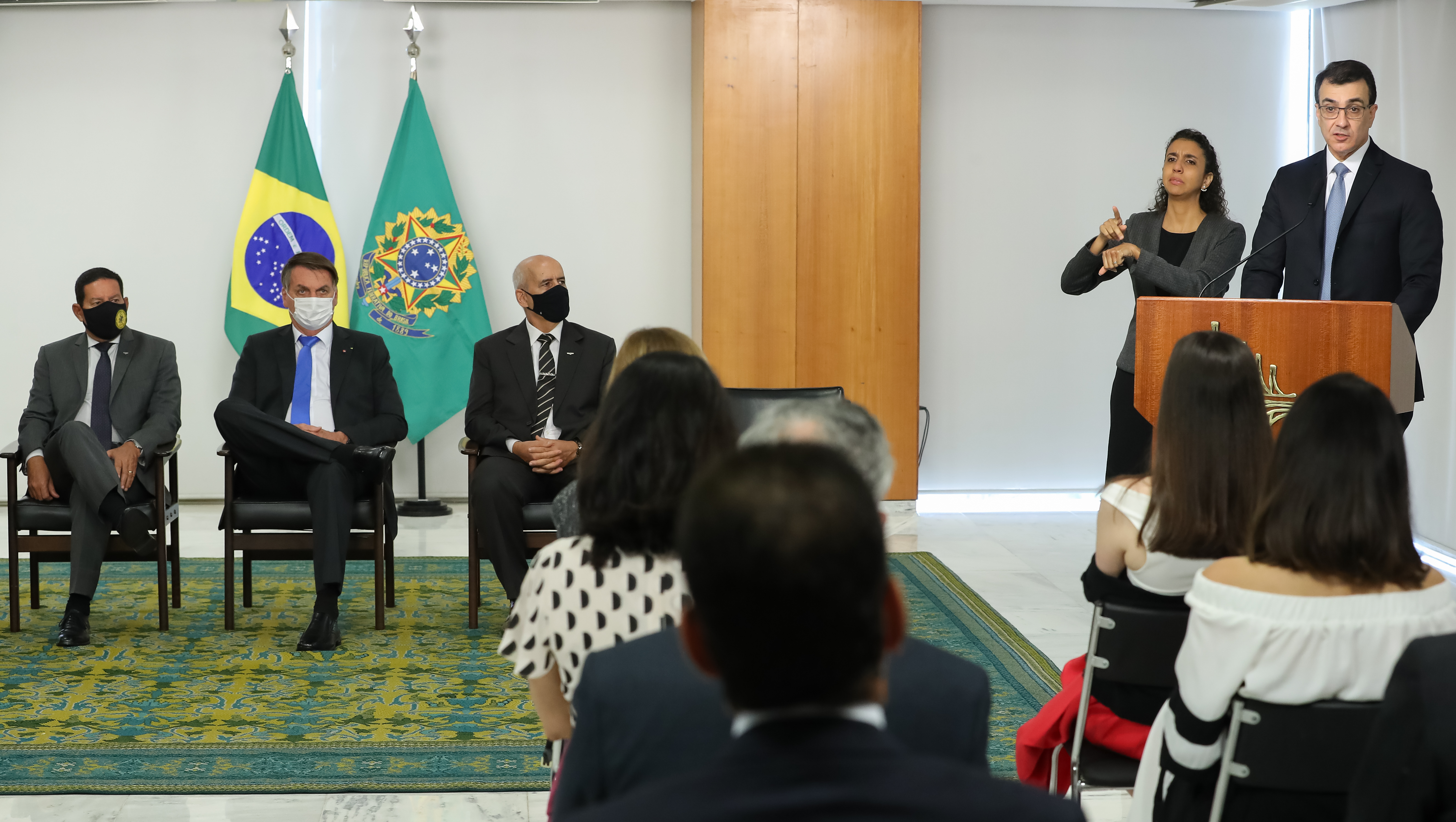
Solenidade de posse de Carlos França, em abril de 2021, no Palácio do Planalto

Em 2015, licenciou-se do Itamaraty para exercer o cargo de diretor de assuntos corporativos e negócios estratégicos da AG S.A., holding do grupo Andrade Gutierrez.
De volta à carreira de diplomata, em 2017, chefiou a Divisão de Ciência e Tecnologia, e, em outubro de 2018, chefiou o Cerimonial do Ministério das Relações Exteriores.
Foi chefe-adjunto do Cerimonial da Presidência da República de novembro de 2017 a outubro de 2018.
Em janeiro de 2019, já no governo do presidente Jair Bolsonaro, assumiu o cargo de Chefe do Cerimonial da Presidência da República e, em outubro de 2020, o cargo de Assessor-Chefe da Assessoria Especial do Presidente da República, posição que ocupou até sua nomeação como Ministro de Estado das Relações Exteriores, em 31 de março de 2021.
No começo do novo governo Lula, houve a indicação que França assumiria a Embaixada do Brasil em Ottawa. O Agrément foi concedido pelo governo canadense em maio de 2023 e Carlos França foi sabatinado na Comissão de Relações Exteriores do Senado Federal em junho do mesmo ano, quando teve seu nome aprovado por unanimidade. A apreciação pelo Plenário deu-se em 2 de Agosto de 2023.

## Publicações
Em 2015, pela Fundação Alexandre de Gusmão, publicou o livro “Integração elétrica Brasil-Bolívia: o encontro no rio Madeira”, versão adaptada de tese aprovada com louvor no Curso de Altos Estudos do Instituto Rio Branco.

## Condecorações

### Estrangeiras
- 11/12/2012 - Ordem Nacional da Légion d´Honneur, França – Oficial

- 22/10/1999 - Ordem do Libertador San Martín, Argentina – Cavaleiro

- 16/12/1997 - Ordem do Infante Dom Henrique, Portugal – Oficial

### Brasileiras
- 20/12/2022 - Ordem Nacional do Mérito Educativo – Grã-Cruz

- 29/08/2022 - Ordem do Mérito do Ministério Público do Distrito Federal e dos Territórios – Grão-Colar

- 02/12/2021 - Medalha do Mérito Mauá

- 25/11/2021 - Ordem de Rio Branco – Grã-Cruz[16]

- 24/11/2021 - Medalha do Mérito Legislativo da Câmara dos Deputados

- 03/11/2021 - Ordem Nacional do Mérito Científico – Grã-Cruz[17]

- 27/07/2021 - Medalha de Mérito Oswaldo Cruz – "categoria ouro"

- 02/06/2021 - Ordem do Mérito da Defesa –  Grã–Cruz

- 14/04/2021 - Ordem do Mérito Aeronáutico – Grã-Cruz

- 29/03/2021 - Ordem do Mérito Militar – Grã Cruz

- 01/04/2020 - Ordem do Mérito Judiciário Militar – grau "alta distinção"

- 13/12/2018 - Medalha Mérito Tamandaré

- 24/05/2018 - Ordem do Mérito da Defesa – Comendador

- 18/04/2018 - Ordem de Rio Branco – Grande Oficial

- 08/03/2018 - Ordem do Mérito Militar – Comendador

- 11/06/2015 - Ordem do Mérito Naval – Comendador

- 04/08/1998 - Medalha do Mérito Santos-Dumont

- 30/07/1998 - Medalha do Pacificador